# Kleinkastell Hintere Orthalde
Das Kleinkastell Hintere Orthalde war ein römisches Militärlager, das heute auf den nordöstlichen Gemarkungen der Stadt Schwäbisch Gmünd in Baden-Württemberg bei einem Industriegebiet liegt. Es wurde in Verbindung mit dem wenige Meter entfernten Rätischen Limes errichtet, der 2005 zum UNESCO-Weltkulturerbe erhobenen worden ist.

## Lage und Forschungsgeschichte
Das von der Reichs-Limeskommission (RLK) unter der Bezeichnung „Wp 12/33“ aufgelistete Kleinkastell, das auch etwas irreführend als „Feldwache“ bezeichnet wird, liegt nur rund neun Meter hinter der hier aus dem Schießtal ansteigenden, gut erhaltenen Limesmauer, die an dieser Stelle aus anstehenden Liassandsteinen errichtet wurde. Die römischen Geometer hatten die kleine Befestigung in der unteren Hälfte des Hanges geplant. Von hier aus war es möglich, zwei zusammenkommende Täler sowie den dort durchlaufenden Grenzwall zu überwachen. Die Anlage ist nur in ihrer Umfassung bekannt. Flächendeckende Ausgrabungen haben hier noch nicht stattgefunden. Erst 1931 fand eine wissenschaftliche Untersuchung mit neuzeitlichen Mitteln statt.

## Baugeschichte
Die 14,75 × 15,15 Meter (= 0,022 Hektar) große Fortifikation besaß bei ihrer Ergrabung 1931 eine 0,80 Meter breite und noch fünf Schichten hoch erhaltene steinerne Wehrmauer aus dem hier anstehenden Angulatensandstein. Es wird angenommen, dass das Kleinkastell Hintere Orthalde zum Typ Rötelsee gehört hat. Damit hätte es nur einen Einlass besessen, und die in Holzbauweise errichtete Innenbebauung wäre hufeisenförmig um einen Innenhof gelegen.
Kleinkastelle gehörten neben den Türmen zu den wesentlichen Stützpunkten der römischen Truppe direkt hinter dem Limes. Es wird angenommen, dass die unbekannte Einheit des Kleinkastells Hintere Orthalde für die Überwachung eines Limesabschnitts zuständig war.

## Denkmalschutz
Das Kleinkastell „Hintere Orthalde“  und die erwähnten Bodendenkmale sind als Abschnitt des Obergermanisch-Rätischen Limes seit 2005 Teil des UNESCO-Welterbes. Außerdem sind die Anlagen Kulturdenkmale nach dem Denkmalschutzgesetz des Landes Baden-Württemberg (DSchG). Nachforschungen und gezieltes Sammeln von Funden sind genehmigungspflichtig, Zufallsfunde an die Denkmalbehörden zu melden.